# Pace di Chiavenna
La Pace di Chiavenna è un manufatto di oreficeria medievale. Si trova nel Museo del tesoro  di Chiavenna.
Questo manufatto costituisce la copertina di un evangeliario, o evenualmente il coperchio di un contenitore atto a contenerlo. Dell'evangeliario non si ha traccia. Il nome, pace, deriva dal fatto che era usato come oggetto liturgico nella Messa, al momento dello scambio della pace. Smalti policromi, rosoncini, perle e gemme sono montati, assieme a più lamine dorate, su una tavola di legno di noce.
Il manufatto è per supposizione di fattura renana o milanese, risalente all'XI o al XII secolo.